# Proof (film)
Proof är en amerikansk långfilm från 2005 i regi av John Madden, med Gwyneth Paltrow, Anthony Hopkins, Jake Gyllenhaal och Hope Davis i rollerna.

## Handling
27-åriga Catherine (Gwyneth Paltrow) tog i många år hand om sin psykiskt sjuke far, den framgångsrike matematikern Robert (Anthony Hopkins). Efter faderns bortgång drabbas hon av depression och tror att hon inte bara ärvt faderns kärlek till matematiken utan även hans psykiska sjukdom. Catherine isolerar sig från omvärlden men så dyker en av hans studenter, Hal (Jake Gyllenhaal), upp för att göra ett forskningsarbete.

## Om filmen
Filmen baseras på en teaterpjäs av David Auburn, och Gwyneth Paltrow spelade huvudrollen i pjäsen när den spelades i London 2002.

## Rollista
| Gwyneth Paltrow | – Catherine          |
| Anthony Hopkins | – Robert             |
| Jake Gyllenhaal | – Harold Dobbs - Hal |
| Hope Davis      | – Claire             |